# کال‌هرست
کال‌هرست (به انگلیسی: Coalhurst) یک منطقهٔ مسکونی در کانادا است که در آلبرتا واقع شده‌است. کال‌هرست ۲٬۶۶۸ نفر جمعیت دارد.